# Agrochola juncta
Agrochola juncta là một loài bướm đêm trong họ Noctuidae.